# 梁外僧
梁外僧，元朝河中（今山西省永济市西南蒲州镇）人。
元武宗至大年间，梁外僧父亲去世，他在墓侧结庐守孝，他的哥哥梁那海担任奥鲁官，自认为曾经在远方为官，不得奉养其父母，于是辞职，推举梁外僧代替他。人称梁外僧能尽孝，梁那海能尽义。又有畏吾氏秋秋，及濠州高中、嘉定武进，都因为侍奉亲人不愿出仕，以祖父的恩荫让给叔父兄弟。